# Campionati del mondo di atletica leggera indoor 2016 - 60 metri piani maschili
Ai campionati del mondo di atletica leggera indoor 2016 la specialità dei 60 metri piani maschili si è svolta il 18 marzo 2016 presso l'Oregon Convention Center di Portland, nello Stato federato dell'Oregon negli Stati Uniti d'America. Hanno preso parte alla gara 54 atleti (su 56 qualificati).

## Podio
| Pos.    | Atleta          | Nazionalità | Tempo |
| ------- | --------------- | ----------- | ----- |
| Oro     | Trayvon Bromell | Stati Uniti | 6.47  |
| Argento | Asafa Powell    | Giamaica    | 6.50  |
| Bronzo  | Ramon Gittens   | Barbados    | 6.51  |

## Situazione pre-gara

### Record
Prima di questa competizione, il record del mondo indoor e il record dei campionati erano i seguenti.
| Record                | Prestazione | Atleta                     | Data                   | Competizione                     |
| --------------------- | ----------- | -------------------------- | ---------------------- | -------------------------------- |
| Record mondiale       | 6"39        | Maurice Greene Stati Uniti | 3 febbraio 1998 Madrid |                                  |
| Record mondiale       | 6"39        | Maurice Greene Stati Uniti | 3 marzo 2001 Atlanta   |                                  |
| Record dei campionati | 6"42        | Maurice Greene Stati Uniti | 7 marzo 1999 Maebashi  | Campionati del mondo indoor 1999 |

### Campione in carica
Il campione mondiale indoor in carica era:
| Campione        | Atleta                    | Prestazione | Data e luogo        | Competizione                     |
| --------------- | ------------------------- | ----------- | ------------------- | -------------------------------- |
| Mondiale indoor | Richard Kilty Stati Uniti | 6"51        | 18 marzo 2014 Sopot | Campionati del mondo indoor 2014 |

### La stagione
Prima di questa gara, gli atleti con le migliori tre prestazioni dell'anno erano:
| Pos. | Atleta                      | Prestazione | Data e luogo                    |
| ---- | --------------------------- | ----------- | ------------------------------- |
| 1    | Ronnie Baker Stati Uniti    | 6"47        | 12 marzo 2016 Birmingham        |
| 2    | Cameron Burrell Stati Uniti | 6"48        | 12 marzo 2016 Birmingham        |
| 3    | Richard Kilty Regno Unito   | 6"50        | 5 marzo 2016 Jablonec nad Nisou |

## Risultati

### Batterie
Si qualificano alle semifinale i primi 3 (Q) e ripescati i migliori 3 tempi (q).
| Class | Batteria | Nome                             | Nazione             | Tempo | Note                                     |
| ----- | -------- | -------------------------------- | ------------------- | ----- | ---------------------------------------- |
| 1     | 5        | Asafa Powell                     | Giamaica            | 6.44  | Q                                        |
| 2     | 5        | Xie Zhenye                       | Cina                | 6.55  | Q                                        |
| 3     | 1        | Kim Collins                      | Saint Kitts e Nevis | 6.56  | Q                                        |
| 4     | 6        | Mike Rodgers                     | Stati Uniti         | 6.57  | Q                                        |
| 5     | 3        | Trayvon Bromell                  | Stati Uniti         | 6.57  | Q                                        |
| 5     | 7        | Marvin Bracy                     | Stati Uniti         | 6.57  | Q                                        |
| 7     | 7        | Yoshihide Kiryū                  | Giappone            | 6.59  | Q                                        |
| 8     | 2        | James Dasaolu                    | Gran Bretagna       | 6.59  | Q                                        |
| 9     | 1        | Ramon Gittens                    | Barbados            | 6.61  | Q                                        |
| 10    | 6        | Bruno Hortelano                  | Spagna              | 6.63  | Q,                                       |
| 11    | 3        | Eric Cray                        | Filippine           | 6.64  | Q                                        |
| 11    | 7        | Rondel Sorrillo                  | Trinidad e Tobago   | 6.64  | Q                                        |
| 13    | 4        | Su Bingtian                      | Cina                | 6.64  | Q                                        |
| 14    | 4        | Abdullah Abkar Mohammed          | Arabia Saudita      | 6.64  | Q,                                       |
| 15    | 6        | Hua Wilfried Koffi               | Costa d'Avorio      | 6.64  | Q                                        |
| 16    | 5        | Adrian Griffith                  | Bahamas             | 6.65  | Q                                        |
| 16    | 7        | Antoine Adams                    | Saint Kitts e Nevis | 6.65  | q                                        |
| 18    | 4        | Andrew Robertson                 | Gran Bretagna       | 6.66  | Q                                        |
| 19    | 1        | Chavaughn Walsh                  | Antigua e Barbuda   | 6.66  | Q                                        |
| 20    | 1        | Kemar Hyman                      | Isole Cayman        | 6.67  | q                                        |
| 21    | 6        | Mobolade Ajomale                 | Canada              | 6.67  | q                                        |
| 22    | 5        | Churandy Martina                 | Paesi Bassi         | 6.67  |                                          |
| 23    | 2        | Gabriel Mvumvure                 | Zimbabwe            | 6.68  | Q                                        |
| 24    | 4        | Odain Rose                       | Svezia              | 6.69  |                                          |
| 25    | 2        | Remigiusz Olszewski              | Polonia             | 6.71  | Q                                        |
| 26    | 4        | Carlos Nascimento                | Portogallo          | 6.71  |                                          |
| 27    | 3        | Hensley Paulina                  | Paesi Bassi         | 6.73  | Q                                        |
| 28    | 7        | Ángel David Rodríguez            | Spagna              | 6.74  |                                          |
| 29    | 1        | Ogho-Oghene Egwero               | Nigeria             | 6.75  |                                          |
| 30    | 5        | Jeremy Dodson                    | Samoa               | 6.76  |                                          |
| 31    | 4        | Abdul Hamid Abdullah Iswandi     | Indonesia           | 6.77  | Miglior prestazione personale            |
| 32    | 3        | Darrell Wesh                     | Haiti               | 6.77  |                                          |
| 33    | 4        | Mateo Edward                     | Panama              | 6.78  | Miglior prestazione personale stagionale |
| 34    | 6        | Gérard Kobéané                   | Burkina Faso        | 6.80  |                                          |
| 35    | 1        | Ján Volko                        | Slovacchia          | 6.80  |                                          |
| 36    | 5        | Brian Kasinda                    | Zambia              | 6.80  | Miglior prestazione personale            |
| 37    | 5        | Rolando Palacios                 | Honduras            | 6.81  | Miglior prestazione personale stagionale |
| 38    | 7        | Himasha Eashan Waththakankanamge | Sri Lanka           | 6.81  | Miglior prestazione personale            |
| 39    | 7        | Adam Harris                      | Guyana              | 6.82  |                                          |
| 40    | 4        | Yancarlos Martínez               | Rep. Dominicana     | 6.83  |                                          |
| 41    | 3        | Andy Martínez                    | Perù                | 6.84  | Miglior prestazione personale            |
| 42    | 3        | Julius Morris                    | Montserrat          | 6.85  |                                          |
| 43    | 1        | Rodman Teltull                   | Palau               | 6.94  |                                          |
| 44    | 5        | Sibusiso Matsenjwa               | eSwatini            | 6.95  | Miglior prestazione personale stagionale |
| 45    | 6        | Shaun Gill                       | Belize              | 6.99  | Record nazionale                         |
| 46    | 2        | Adel Sesay                       | Sierra Leone        | 7.01  |                                          |
| 47    | 2        | Shinebayar Damdinchimeg          | Mongolia            | 7.02  |                                          |
| 48    | 6        | Jesús Manuel Cáceres             | Paraguay            | 7.05  | Miglior prestazione personale            |
| 49    | 1        | Siueni Filimone                  | Tonga               | 7.08  |                                          |
| 50    | 6        | Syed Muhammad Aoun               | Pakistan            | 7.16  |                                          |
| 51    | 3        | Yanis Dallay                     | Comore              | 7.29  |                                          |
| 52    | 7        | Emile Condé                      | Guinea              | 7.37  | Miglior prestazione personale stagionale |
| 53    | 3        | Scheyenne Sanitoa                | Samoa Americane     | 7.37  |                                          |
|       | 2        | Desmond Kitungwa                 | RD del Congo        | dq    | R162.7                                   |
|       | 2        | Sean Safo-Antwi                  | Ghana               | dns   |                                          |
|       | 2        | Mohammed Abukhousa               | Palestina           | dns   |                                          |

### Semifinali
In finale i primi 2 di ogni semifinale più i migliori 2 migliori tempi.
| Rank | Heat | Name                    | Nationality         | Time | Notes                         |
| ---- | ---- | ----------------------- | ------------------- | ---- | ----------------------------- |
| 1    | 3    | Asafa Powell            | Giamaica            | 6.44 | Q =                           |
| 2    | 2    | Kim Collins             | Saint Kitts e Nevis | 6.49 | Q                             |
| 3    | 3    | Su Bingtian             | Cina                | 6.50 | Q =                           |
| 4    | 2    | Mike Rodgers            | Stati Uniti         | 6.51 | Q                             |
| 5    | 1    | Trayvon Bromell         | Stati Uniti         | 6.53 | Q                             |
| 6    | 1    | Ramon Gittens           | Barbados            | 6.53 | Q                             |
| 7    | 3    | Marvin Bracy            | Stati Uniti         | 6.54 | q                             |
| 8    | 2    | Xie Zhenye              | Cina                | 6.55 | q =                           |
| 9    | 1    | Yoshihide Kiryū         | Giappone            | 6.56 | Miglior prestazione personale |
| 10   | 3    | Mobolade Ajomale        | Canada              | 6.60 |                               |
| 11   | 2    | Kemar Hyman             | Isole Cayman        | 6.61 |                               |
| 11   | 3    | Andrew Robertson        | Gran Bretagna       | 6.61 |                               |
| 13   | 3    | Chavaughn Walsh         | Antigua e Barbuda   | 6.61 |                               |
| 14   | 1    | Hua Wilfried Koffi      | Costa d'Avorio      | 6.63 |                               |
| 15   | 2    | Bruno Hortelano         | Spagna              | 6.63 | =                             |
| 16   | 1    | Antoine Adams           | Saint Kitts e Nevis | 6.66 |                               |
| 17   | 3    | Eric Cray               | Filippine           | 6.67 |                               |
| 18   | 3    | Abdullah Abkar Mohammed | Arabia Saudita      | 6.68 |                               |
| 19   | 2    | Gabriel Mvumvure        | Zimbabwe            | 6.68 |                               |
| 20   | 1    | Rondel Sorrillo         | Trinidad e Tobago   | 6.68 |                               |
| 21   | 2    | Remigiusz Olszewski     | Polonia             | 6.71 |                               |
| 22   | 2    | Adrian Griffith         | Bahamas             | 6.71 |                               |
| 23   | 1    | Hensley Paulina         | Paesi Bassi         | 6.73 |                               |
|      | 1    | James Dasaolu           | Gran Bretagna       | dq   | R162.7                        |

### Finale
La finale è partita alle  20:40.
| Pos     | Corsia | Name            | Nazione             | Tempo | Notes                         |
| ------- | ------ | --------------- | ------------------- | ----- | ----------------------------- |
| Oro     | 3      | Trayvon Bromell | Stati Uniti         | 6.47  | Miglior prestazione personale |
| Argento | 5      | Asafa Powell    | Giamaica            | 6.50  |                               |
| Bronzo  | 7      | Ramon Gittens   | Barbados            | 6.51  | Record nazionale              |
| 4       | 2      | Xie Zhenye      | Cina                | 6.53  | Miglior prestazione personale |
| 5       | 6      | Su Bingtian     | Cina                | 6.54  |                               |
| 6       | 8      | Mike Rodgers    | Stati Uniti         | 6.54  |                               |
| 7       | 1      | Marvin Bracy    | Stati Uniti         | 6.56  |                               |
| 8       | 4      | Kim Collins     | Saint Kitts e Nevis | 6.56  |                               |